# Serra San Quirico
Serra San Quirico é uma comuna italiana da região dos Marche, província de Ancona, com cerca de 3 015 habitantes. Estende-se por uma área de 49 km², tendo uma densidade populacional de 62 hab/km². Faz fronteira com Apiro (MC), Arcevia, Cupramontana, Fabriano, Genga, Mergo, Poggio San Vicino (MC).

## Demografia
| Variação demográfica do município entre 1861 e 2011                               |
|                                                                                   |
| Fonte: Istituto Nazionale di Statistica (ISTAT) - Elaboração gráfica da Wikipedia |